# Комбинированные лекарственные средства на основе 2,4-дихлорбензилового спирта и амилметакрезола

Комбинированное лекарственное средство с антисептическим действием, применяемое для уменьшения боли и раздражения в горле при  воспалительных заболеваниях, а также с профилактической целью.

## Историческая справка
- В 1950 году было установлено, что хлорирование фенолов усиливало их антисептическое действие, однако фенольные соединения были небезопасны
- Предположение о том, что хлорирование безопасного бензола также усилит его антисептическую активность, оказалось верным
- Комбинация 2.4-дихлорбензиловый спирт + амилметакрезол впервые была разработана в 1958 году
- Многие годы комбинация была рецептурной

## Торговые марки
- Аджисепт
- Анги септ
- Астрасепт
- Вока Септ
- Гексорал Лорсепт
- Горпилс
- Динстрил
- Лайтел
- Лорисилс
- Нео-ангин
- Ринза Лорсепт
- Стрепсилс
- Суприма-ЛОР
- Терасил

## Формы выпуска
- Таблетки для рассасывания
- Леденцы
- Пастилки
- Аэрозоль

Условия отпуска из аптек: без рецепта.

## Активные ингредиенты
Антисептики локального действия, препятствующие росту и размножению бактерий полости рта и горла и обладающие синергическим действием:
- 2,4-Дихлорбензиловый спирт 1,2 мг (Dichlorbenzylalkohol, C7H6Cl2O, Mr = 177.03 g/mol)
- Амилметакрезол 0,6 мг (Amylmetacresol, C12H18O, Mr = 178.3 g/mol)

## Механизм действия
- 2,4-дихлорбензиловый спирт обладает мягким антисептическим действием и вызывает дегидратацию (обезвоживание) клеток микроорганизмов, также оказывает прямое воздействие на респираторные синцитиальные и коронавирусы, однако не оказывает влияния на риновирусы и аденовирусы.[1]
- Амилметакрезол препятствует синтезу белка в микроорганизмах.[2]

Благодаря синергическому действию указанные компоненты в лекарственных средствах оказывают двойное действие:

— уничтожают существующие микроорганизмы (лечебное действие)

— препятствуют фиксации и размножению микроорганизмов на слизистой оболочке полости рта и горла (профилактическое действие)

## Фармакотерапевтическая группа и свойства
Антисептическое средство. Код АТХ: R02AA20.

Комбинированное лекарственное средство с противомикробным действием в отношении грамположительных и грамотрицательных микроорганизмов для местного применения в полости рта и глотки. Обладает антисептическим действием.

## Показания к применению
Лечение и профилактика инфекционно-воспалительных заболеваний, сопровождающихся болями и раздражением в горле симптомов полости рта и глотки (облегчение боли и смягчение раздражения в горле).

## Противопоказания и особые указания
- Повышенная чувствительность к компонентам препарата
- Детский возраст (до 5 лет)

Беременность и период лактации:

При беременности и в период лактации применение препарата возможно только в том случае,

если потенциальная польза для матери превышает потенциальный вред для плода или ребенка.

## Способ применения и дозы
Внутрь, взрослым и детям старше 6 лет: по одной таблетке медленно рассасывать во рту каждые 2-3 часа.

Не применять более 8 таблеток в течение 24 часов.